# Rayman (personnage)
Cet article concerne le personnage et non le jeu vidéo. Pour ce dernier, voir Rayman (jeu vidéo).
Rayman est un personnage de jeu vidéo créé par Michel Ancel et Frédéric Houde pour Ubisoft,. Il est l'éponyme d'une série de jeux depuis ses débuts en 1995. À partir de 2007 (à la sortie du jeu Rayman contre les lapins crétins qui était accompagné de spots de l'UNICEF), il devient un messager de l'UNICEF.
L'origine de son nom serait potentiellement un hommage à Estle Ray Mann, l'un des deux créateurs des jeux vidéo.

## Développement
Michel Ancel crée le personnage de Rayman en 1992, il dessine Rayman et l'anime sur Atari ST. Il est aidé par un autre programmeur de chez Ubi Soft, Frédéric Houde. Ubi Soft lance le projet d'un jeu Rayman en 1994. Deux équipes vont se développer, de leur côté à Montpellier, Michel Ancel et Frédéric Houde programment le jeu sur Jaguar,. Puis Ludimédia, qui est basée à Montreuil et qui se charge de l'animation et de l'aspect sonore du jeu. Ludimédia prend également en charge l'adaptation de Rayman sur PlayStation et Sega Saturn,.

## Caractéristiques
Rayman est un personnage âgé de plusieurs siècles d'aspect semblable à un personnage de cartoon. Il est blond, coiffé de trois mèches réparties sur son crâne qui évolueront en deux mèches semblables à des antennes, puis à deux mèches décoiffées. Il est vêtu d'un haut violet avec cercle blanc au centre, surmonté d'un foulard ou bandana rouge, qui évoluera en une sorte de capuche dans Rayman 3. Rayman porte des gants blancs et des chaussures jaunes à bordures blanches faisant penser à des baskets,. Il a la particularité de ne posséder aucune jonction entre ses membres : il n'a ni bras, ni jambes, ni cou,. Ses pieds et ses mains sont ainsi mobiles indépendamment, ce qui lui permet une fluidité de mouvement lors des phases de jeu. Ce design avait pour but de simplifier son animation pour des raisons pratiques d'abord liées à la programmation du jeu lui-même[réf. nécessaire].
Rayman a un caractère de leader, sûr de lui, ce qui contraste avec son physique. Il n'est pas très grand et même plus petit que la plupart des personnages (sauf les ptizêtres, d'où leur nom). En apparence, il ne paraît pas fort, mais plutôt chétif. Mais en réalité, il cache de grands pouvoirs qui lui permettront de sauver la Croisée des Rêves à maintes reprises.
Dans les différents épisodes, Rayman dispose de différentes capacités, généralement débloquées successivement avec l'avancement dans le jeu. Il peut ainsi lancer son poing, se suspendre, utiliser son poing comme grappin, utiliser ses cheveux comme hélicoptère, ou encore courir.
D'autres capacités s'ajoutent à celles-ci au fur et à mesure de ses aventures. Dans le premier jeu de la série, Bétilla la fée lui donne ses pouvoirs au fur et à mesure des niveaux parcourus. Dans le second opus, Rayman sait déjà se suspendre, planer avec ses cheveux par une technique faisant penser à un hélicoptère et lancer son poing, qui sera améliorée par les lums d'argent façonnés par Ly la fée. Dans le troisième épisode, il sait se suspendre, planer avec ses cheveux et lancer son poing, il peut acquérir d'autres pouvoirs à l'aide de la Lessive Laser (produit hoodlums qui transforme les vêtements en tenues de combat, présenté sous forme de petites boîtes de conserve éparpillées dans tout le jeu). Dans Rayman contre les lapins crétins, Rayman peut changer de tenue, chacune étant associée à un pouvoir spécial.

### Origines de Rayman
Avant les événements des jeux, La Croisée des Rêves était uniquement peuplée par de petits êtres de lumière, appelés Lums. Un jour, les Lums se mirent à penser, et leur conscience s'incarna en un être étrange et merveilleux : Polokus. Ce dernier décida d'utiliser son pouvoir pour peupler la Croisée des Rêves, car le moindre de ses rêves devient réalité. Mais c'est également le cas de ses Cauchemars. Bétilla et d'autres fées décidèrent alors de créer un personnage pouvant lutter contre ses cauchemars. C'est alors que naquit Rayman. Le fait qu'il n'ai ni bras ni jambes s'explique ensuite : les fées manquait de lums lors de sa création.

## Autres apparitions
Rayman apparaît à la fin du générique de Tonic Trouble.
Il apparaît également en tant que trophée à collectionner dans le jeu Super Smash Bros. for Wii U (avec Globox et Barbara), ainsi qu'en esprit dans Super Smash Bros. Ultimate.
Depuis le rachat de Blue Mammoth Games par Ubisoft, Rayman est un personnage jouable dans le jeu Brawlhalla.
Rayman est prévu pour apparaître comme personnage jouable en tant que DLC dans Mario + The Lapins Crétins: Sparks of Hope.
Rayman apparaît dans la série télévisée Captain Laserhawk: A Blood Dragon Remix en tant que visage de l'Eden.